# 圣马克西曼 (加尔省)
圣马克西曼（法語：Saint-Maximin，法語發音：[sɛ̃ maksimɛ̃]）是法国加尔省的一个市镇，属于尼姆区。

## 地理
圣马克西曼（43°59'38"N, 4°27'3"E）面积9.9 平方千米，位于法国奧克西塔尼大區加尔省，该省份为法国南部沿海省份，南端濒地中海，北起顺时针与阿尔代什省、沃克吕兹省、罗讷河口省、埃罗省、阿韦龙省和洛泽尔省接壤。
与圣马克西曼接壤的市镇（或旧市镇、城区）包括：阿尔日利耶、科利亚斯、圣西夫雷、萨尼亚克-萨格列斯、于泽斯。

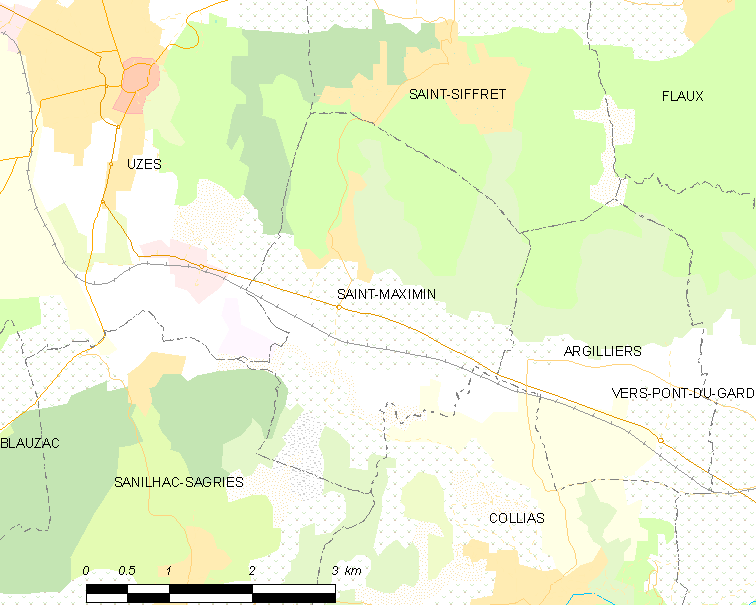
的OSM定位图

圣马克西曼的时区为UTC+01:00、UTC+02:00（夏令时）。

## 行政
圣马克西曼的邮政编码为30700，INSEE市镇编码为30286。

## 政治
圣马克西曼所属的省级选区为于泽斯县。

## 人口

1962-2008年间人口变化图示

圣马克西曼于2022年1月1日时的人口数量为794人。